# Залік Кубка націй з біатлону
Залік Кубка націй з біатлону — рейтинг національних біатлонних федерацій за результатами виступу спортсменів в гонках Кубка світу та Чемпіонату світу.

## Квоти на реєстрацію і заявку в Кубку світу
Відповідно до рейтингу національної федерації в заліку Кубка націй визначається кількість спортсменів, яку вона може делегувати на етапи Кубка світу, а також можливість виставляти свої команди для участі в естафетах і змішаних естафетах.
| Місце в Кубку націй | Реєстраця | Старт |
| ------------------- | --------- | ----- |
| 1 — 5               | 8         | 6     |
| 6 — 10              | 7         | 5     |
| 11 — 17             | 6         | 4     |
| 18 — 23             | 5         | 3     |
| 24 — 25             | 4         | 2     |

## Система нарахування очок[1]
Очки Кубка націй присуджуються трьом кращими спортсменам національної федерації в індивідуальних і спринтерських гонках, а також естафетній команді федерації в естафетних, змішаних естафетних і одиночних змішаних естафетних гонках, відповідно до зайнятих місць. При підведенні підсумків Кубка світу всі зароблені спортсменами національної федерації очки Кубка націй підсумовуються, і отримана сума визначає місце федерації в заліку.

### Індивідуальні дисципліни
| Місця | 1   | 2   | 3   | 4   | 5   | 6   | 7   | 8   | 9   | 10  | 11  | 12  | 13  | ... | 140 |
| ----- | --- | --- | --- | --- | --- | --- | --- | --- | --- | --- | --- | --- | --- | --- | --- |
| Очки  | 160 | 154 | 148 | 143 | 140 | 138 | 136 | 134 | 132 | 131 | 130 | 129 | 128 | ... | 1   |

### Естафети
| Місця | 1   | 2   | 3   | 4   | 5   | 6   | 7   | 8   | 9   | 10  | 11  | 12  | 13  | 14  | 15  | 16  | 17  | 18  | 19  | 20  | 21  | 22  | 23 | 24 | 25 | 26 | 27 | 28 | 29 | 30 |
| ----- | --- | --- | --- | --- | --- | --- | --- | --- | --- | --- | --- | --- | --- | --- | --- | --- | --- | --- | --- | --- | --- | --- | -- | -- | -- | -- | -- | -- | -- | -- |
| Очки  | 420 | 390 | 360 | 330 | 310 | 290 | 270 | 250 | 230 | 220 | 210 | 200 | 190 | 180 | 170 | 160 | 150 | 140 | 130 | 120 | 110 | 100 | 90 | 80 | 70 | 60 | 50 | 40 | 30 | 20 |

Очки, отримані в змішаній естафеті, діляться порівну між жіночим і чоловічим заліками Кубка націй.

## Залік Кубка націй

### Чоловіки

#### Неофіційний залік
| Сезон     | Переможець | 2 місце | 3 місце |
| --------- | ---------- | ------- | ------- |
| 1985/1986 | НДР        | СРСР    | ФРН     |

#### Офіційний залік
| Сезон     | Переможець | 2 місце   | 3 місце   |
| --------- | ---------- | --------- | --------- |
| 1986/1987 | НДР        | ФРН       | Фінляндія |
| 1987/1988 | ФРН        | СРСР      | Італія    |
| 1988/1989 | НДР        | СРСР      | ФРН       |
| 1989/1990 | СРСР       | НДР       | Італія    |
| 1990/1991 | Італія     | Німеччина | Франція   |
| 1991/1992 | Норвегія   | Італія    | Франція   |
| 1992/1993 | Німеччина  | Італія    | Росія     |
| 1993/1994 | Німеччина  | Росія     | Італія    |
| 1994/1995 | Італія     | Німеччина | Росія     |
| 1995/1996 | Росія      | Німеччина | Норвегія  |
| 1996/1997 | Німеччина  | Росія     | Норвегія  |
| 1997/1998 | Норвегія   | Німеччина | Росія     |
| 1998/1999 | Німеччина  | Норвегія  | Росія     |
| 1999/2000 | Німеччина  | Норвегія  | Росія     |
| 2000/2001 | Норвегія   | Німеччина | Росія     |
| 2001/2002 | Німеччина  | Норвегія  | Росія     |
| 2002/2003 | Норвегія   | Німеччина | Росія     |
| 2003/2004 | Норвегія   | Німеччина | Росія     |
| 2004/2005 | Норвегія   | Німеччина | Росія     |
| 2005/2006 | Німеччина  | Норвегія  | Росія     |
| 2006/2007 | Росія      | Німеччина | Норвегія  |
| 2007/2008 | Норвегія   | Росія     | Німеччина |
| 2008/2009 | Норвегія   | Австрія   | Німеччина |
| 2009/2010 | Норвегія   | Росія     | Австрія   |
| 2010/2011 | Норвегія   | Німеччина | Росія     |
| 2011/2012 | Росія      | Франція   | Німеччина |
| 2012/2013 | Росія      | Норвегія  | Франція   |
| 2013/2014 | Норвегія   | Росія     | Німеччина |
| 2014/2015 | Норвегія   | Німеччина | Франція   |
| 2015/2016 | Норвегія   | Німеччина | Росія     |
| 2016/2017 | Німеччина  | Франція   | Росія     |

### Жінки
| Сезон     | Переможець | 2 місце   | 3 місце  |
| --------- | ---------- | --------- | -------- |
| 1988/1989 | Норвегія   | Болгарія  | СРСР     |
| 1989/1990 | СРСР       | Фінляндія | ФРН      |
| 1990/1991 | Німеччина  | Норвегія  | Франція  |
| 1991/1992 | Норвегія   | Німеччина | Франція  |
| 1992/1993 | Франція    | Росія     | Чехія    |
| 1993/1994 | Німеччина  | Франція   | Росія    |
| 1994/1995 | Франція    | Німеччина | Росія    |
| 1995/1996 | Франція    | Німеччина | Україна  |
| 1996/1997 | Німеччина  | Росія     | Норвегія |
| 1997/1998 | Німеччина  | Росія     | Франція  |
| 1998/1999 | Німеччина  | Росія     | Україна  |
| 1999/2000 | Німеччина  | Росія     | Україна  |
| 2000/2001 | Німеччина  | Росія     | Україна  |
| 2001/2002 | Німеччина  | Росія     | Норвегія |
| 2002/2003 | Росія      | Німеччина | Франція  |
| 2003/2004 | Росія      | Німеччина | Норвегія |
| 2004/2005 | Росія      | Німеччина | Норвегія |
| 2005/2006 | Німеччина  | Росія     | Франція  |
| 2006/2007 | Німеччина  | Росія     | Франція  |
| 2007/2008 | Німеччина  | Росія     | Франція  |
| 2008/2009 | Німеччина  | Швеція    | Франція  |
| 2009/2010 | Німеччина  | Росія     | Франція  |
| 2010/2011 | Німеччина  | Росія     | Швеція   |
| 2011/2012 | Росія      | Німеччина | Франція  |
| 2012/2013 | Норвегія   | Німеччина | Росія    |
| 2013/2014 | Норвегія   | Німеччина | Україна  |
| 2014/2015 | Німеччина  | Чехія     | Франція  |
| 2015/2016 | Німеччина  | Франція   | Чехія    |
| 2016/2017 | Німеччина  | Франція   | Україна  |